# 아이캘린더

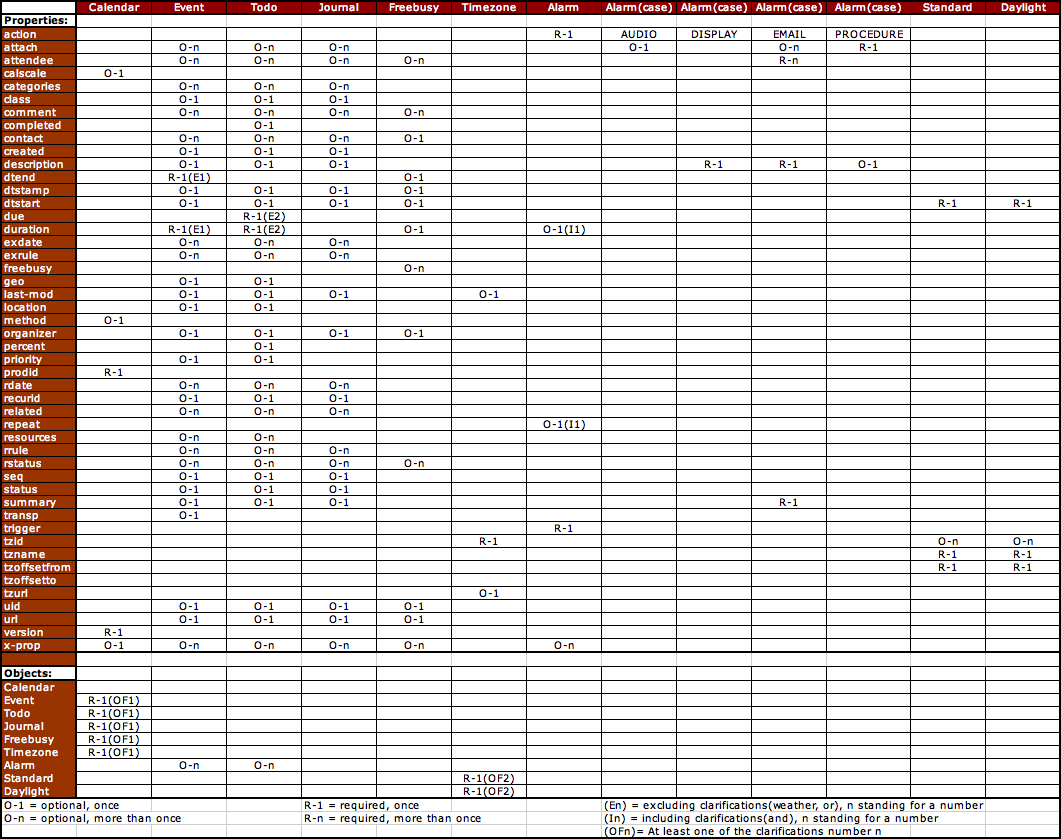
아이캘린더 구성 요소 및 속성

아이캘린더(iCalendar)는 인터넷 사용자들이 다른 인터넷 사용자들에게 전자 메일을 이용하여 미팅 요청과 할 일을 보내거나 .ics 확장자로 파일들을 공유할 수 있게 해 주는 컴퓨터 파일 형식이다. 아이캘린더 데이터 파일을 받은 사람들은 이메일 클라이언트나 캘린더 프로그램 따위를 이용하여 보낸이에게 쉽게 응답할 수 있고 다른 미팅 일정을 역제안할 수 있다.

## 같이 보기
- xCal
- vCard
- hCalendar
- CalDAV